# Кароліна Отеро
Кароліна Отеро, або Чарівна Отеро (фр. Caroline Otero, La Belle Otero, справжнє ім'я ісп. Agustina Otero Iglesias; 4 листопада 1868, Понте-де-Вальга, Понтеведра, Іспанія — 10 квітня 1965, Ніцца, Франція) — французька співачка й танцівниця іспанського походження, зірка й символ Прекрасної епохи.

## Біографія
Походила з бідної сім'ї, дочка матері-одиначки Карменсіти — розпусної жінки, яка, крім Августини, народила ще п'ятьох дітей від різних чоловіків. У дванадцять[уточнити] років втекла з будинку, пристала до групи португальських мандрівних комедіантів. Танцювала в шинках, займалася проституцією. Виступала в Барселоні. Згодом банкір, якого вона звабила, привіз її до Марселя. Удавала із себе циганку з Андалусії.
Виступала в паризькому театрі Фолі-Бержер, концертному залі Олімпія. Гастролювала в Австро-Угорщині, США, Аргентині, Росії (1898), познайомилася з Распутіним. Серед її шанувальників були Вільгельм II, Микола II, Леопольд II, Альфонс XIII, Едуард VII, Арістід Бріан, Габріеле Д'Аннунціо та багато інших. Через неї стрілялися на дуелях, її портрети малювало багато художників, модні фотографи знімали її для поштових листівок. Дружила з Колетт, змагалася з найвідомішими красунями епохи — Ліаною де Пужі, Клео де Мерод, Емільєною д'Алансон. Вирізнялася життєвою силою та пристрастю до азартних ігор.
1910 року полишила сцену, переїхала до Ніцци. Жила на самоті на грошову допомогу, яку їй виплачувало казино Монте-Карло[уточнити] в пам'ять про ті мільйони франків, що Кароліна Отеро колись у ньому програвала.
Отеро надиктувала свої мемуари в 1926 році. Згодом їх перевидавали та переклали іншими мовами. Про неї написано безліч книг у різних країнах світу — від історичних праць до романізованих біографій, одна з яких належить уругвайській письменниці Кармен Посадас (за цією біографією 2008 року відзнято телесеріал). Стала героїнею музичного кінофільму 1954 року (її роль зіграла мексиканська діва Марія Фелікс). Також нещодавно про Кароліну Отеро відзнято кілька телефільмів.

## Галерея портретів

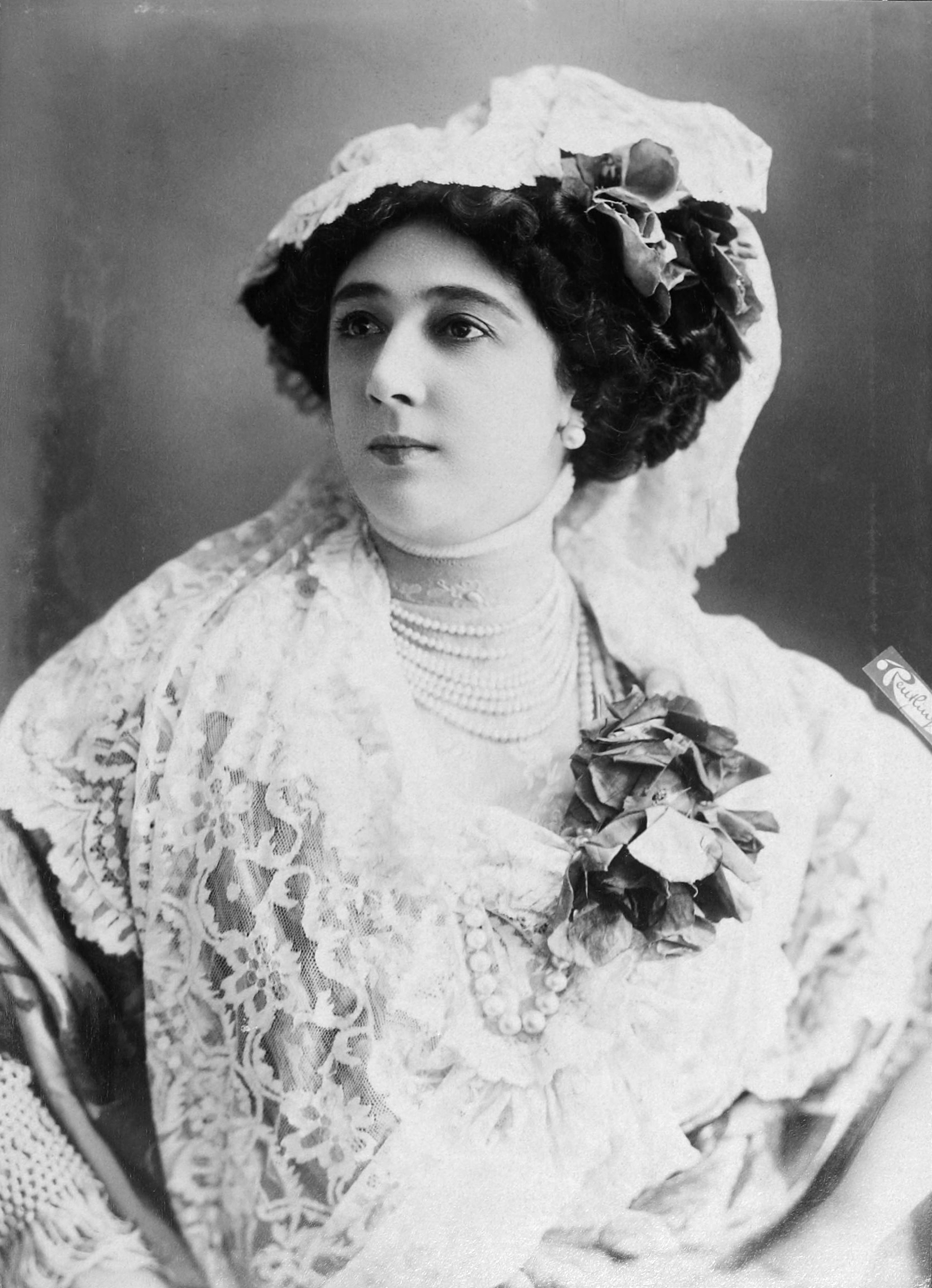
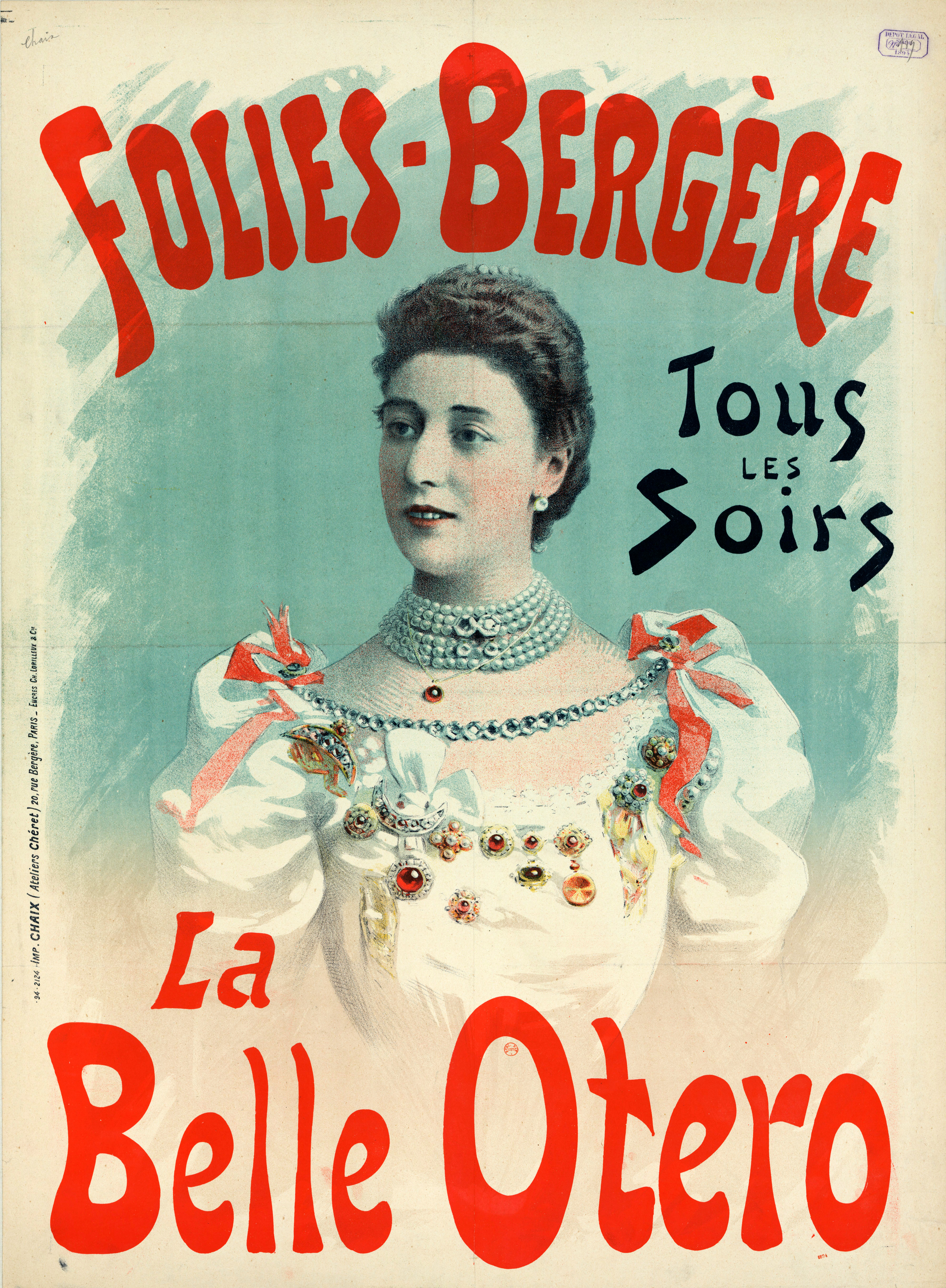
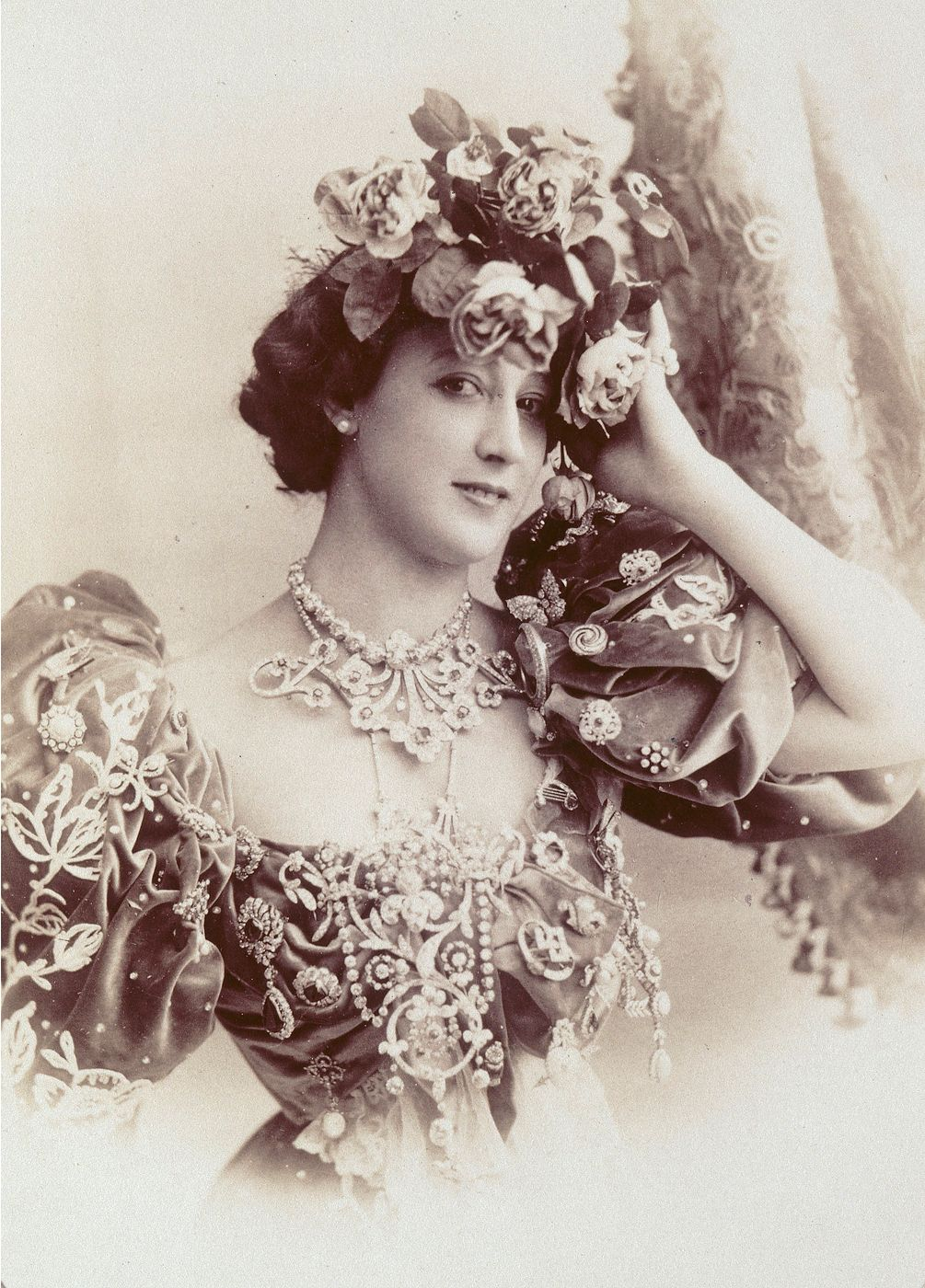